# 12-Euro-Münze
12-Euro-Münzen werden von mehreren europäischen Ländern herausgegeben. Die folgende Auflistung führt zu den entsprechenden Ausgabeländern und deren Sammlermünzen-Editionen:
- 12-Euro-Münze (Estland), siehe Estnische Euromünzen #Sammlermünzen
- 12-Euro-Münze (Spanien), siehe Spanische Euromünzen #12 Euro[1]